# Сору-Пиреш
Сору-Пиреш (порт. Souro Pires)  —  район (фрегезия) в Португалии,  входит в округ Гуарда. Является составной частью муниципалитета  Пиньел. По старому административному делению входил в провинцию Бейра-Алта. Входит в экономико-статистический  субрегион Бейра-Интериор-Норте, который входит в Центральный регион. Население составляет 594 человека на 2001 год. Занимает площадь 16,19 км².